# Oak Grove (Oregon)
Oak Grove – jednostka osadnicza w Stanach Zjednoczonych, w stanie Oregon, w hrabstwie Clackamas.